# Tigerbalsam

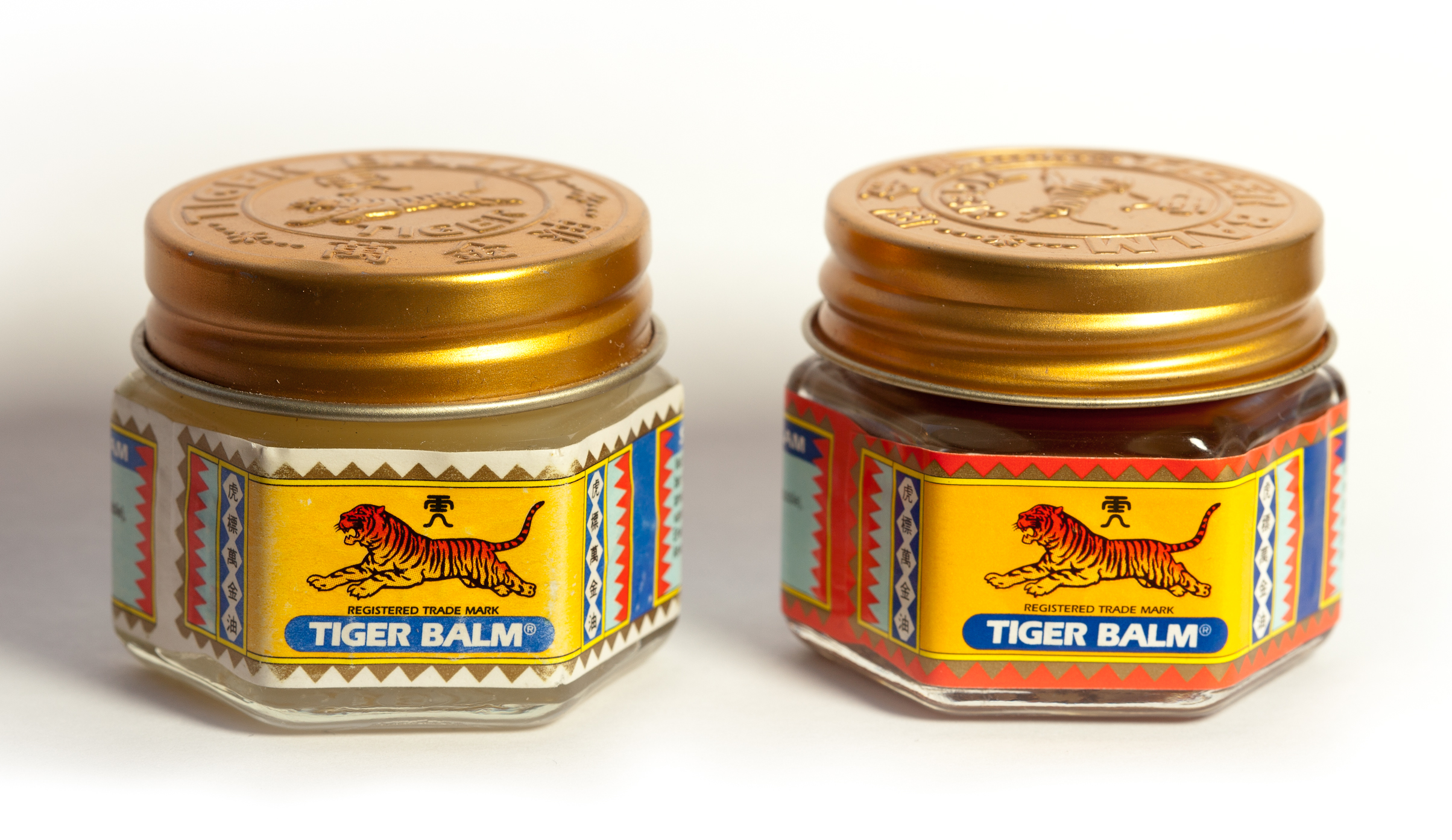
Vitt och rött Tigerbalsam av märket Haw Par.

Tigerbalsam (från varumärket Tiger Balsam) är ett smärtlindrande liniment i form av en hård salva. Den fungerar främst genom aromer (exempelvis mentol och kamfer) som stimulerar blodcirkulationen. Tigerbalsam saluförs i en vitfärgad variant, en röd med kraftigare värmande effekt samt en mjukare som säljs i något större förpackning under namnet Tigerbalsam Soft. Den kan exempelvis användas mot ledvärk, muskelstelhet samt förkylningsbesvär, och är effektiv mot insektsbett.
Balsamet har hämtat inspiration från traditionell kinesisk läkekonst och tillverkas sedan 1920-talet av företaget Haw Par i Singapore. Den säljs i Sverige i små sexkantiga glasburkar om 19,4 gram. I Singapore är vikten dock 10 gram.
Produktnamnet "Tigerbalsam" kommer sig av att en av ägarna till företaget hade ett namn som betyder "tiger" på kinesiska.